# Manai járás
A Manai járás (oroszul: Манский район) Oroszország egyik járása a Krasznojarszki határterületen. Székhelye Salinszkoje.

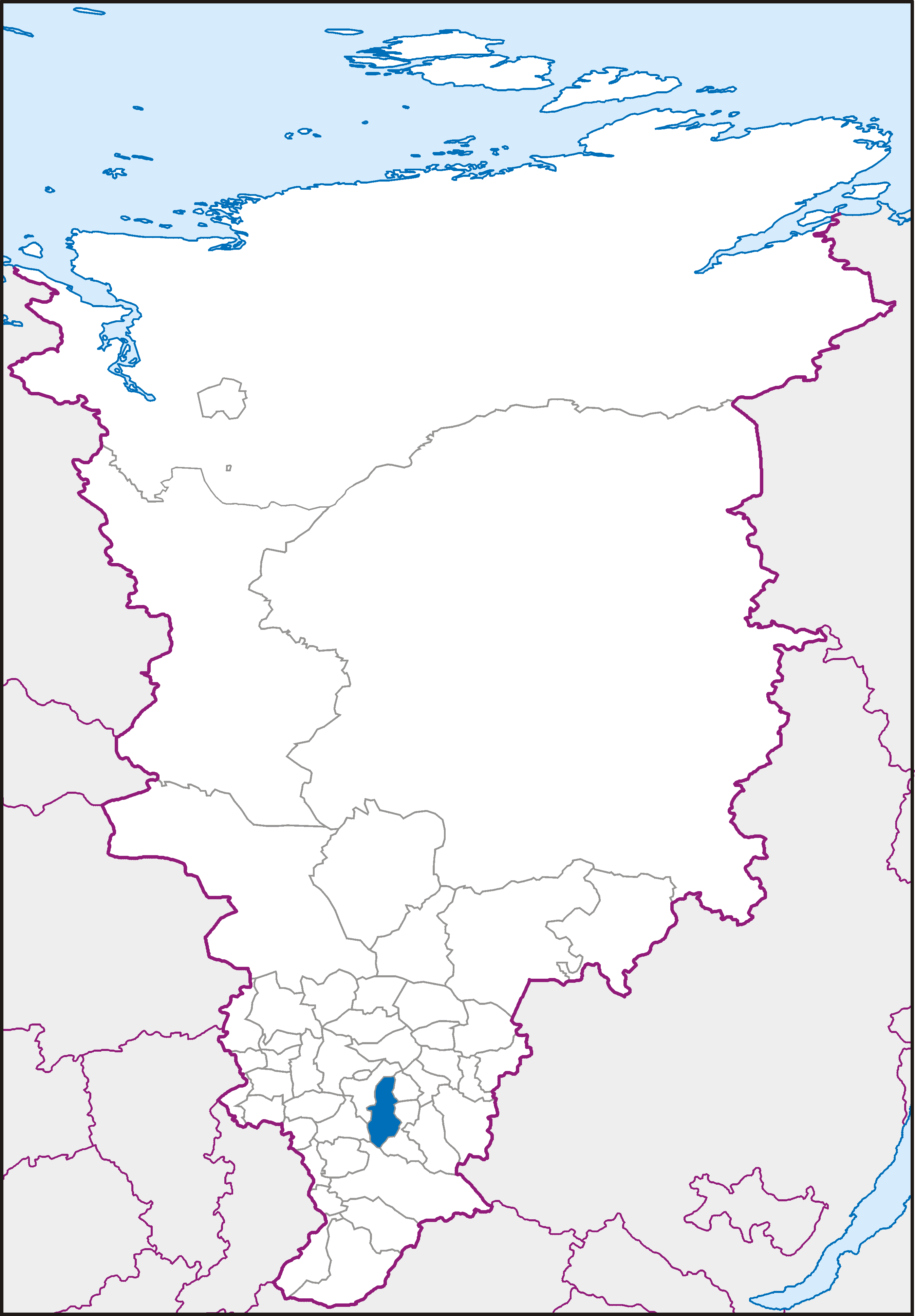
A Manai járás a Krasznojarszki határterületen

## Népesség
- 1989-ben 21 888 lakosa volt.
- 2002-ben 18 618 lakosa volt.
- 2010-ben 16 072 lakosa volt.